# Halichoeres poeyi
Espèce
Statut de conservation UICN

 LC  : Préoccupation mineure
Halichoeres poeyi est une espèce de poissons osseux de petite taille de la famille des Labridae.

## Répartition
Ce poisson se rencontre à Anguilla, à Antigua-et-Barbuda, aux Bahamas, à Barbade, au Belize, au Brésil, en Colombie, au Costa Rica, à Cuba, au Curaçao, Dominique, aux États-Unis, à Grenade, en Guadeloupe, au Guatemala, en Haïti, au Honduras, aux Îles Caïmans, aux Îles Turques-et-Caïques, aux Îles Vierges britanniques, aux Îles Vierges des États-Unis, en Jamaïque, en Martinique, au Mexique, à Montserrat, au Nicaragua, au Panama, au Pays-Bas caribéens, à Porto Rico, en République dominicaine, à Saint-Christophe-et-Niévès, à Saint-Martin (France), à Saint-Martin (Pays-Bas), à Saint-Vincent-et-les-Grenadines, à Sainte-Lucie, à Trinité-et-Tobago et au Venezuela.

## Description
Ce poisson peut atteindre une longueur totale de 20 cm.

## Statut de conservation
L'espèce ne fait face à aucune menace importante au-delà de la collecte occasionnelle pour des aquariums.

## Systématique
Le nom valide complet (avec auteur) de ce taxon est Halichoeres poeyi (Steindachner, 1867).
L'espèce a été initialement classée dans le genre Platyglossus sous le protonyme Platyglossus poeyi Steindachner, 1867.
Halichoeres poeyi a pour synonymes :
- Iridio kirschii Jordan & Evermann, 1898
- Platyglossus poeyi Steindachner, 1867

## Étymologie
Son épithète spécifique, poeyi, lui a été donnée en l'honneur de l'ichtyologiste cubain Felipe Poey (1799-1891) qui a décrit une espèce similaire en 1860 (Halichoeres poeyi).